# Промени в наименованията на физикогеографските обекти в България
„Промени в наименованията на физикогеографските обекти в България 1878 – 2014 г.“ е енциклопедичен справочник, отразяващ промените в имената на природните обекти в България от Освобождението до края на 2014 г. Автор и съставител е Александра Киселкова – редактор в Научноинформационния център „Българска енциклопедия“, а рецензенти са доц. Стефан Велев и доц. Петър Петров. Издава се от Научноинформационния център „Българска енциклопедия“ при Българска академия на науките.
Справочникът съдържа 4439 статии, разпределени в две части. В първата част са включени 3388 статии – всички преименувания по официални документи, официалното наименование на физикогеографския обект, пълната информация за старите наименования, използвани синоними. Във втората част са включени 1051 статии за физикогеографски обекти с няколко местни или наложили се имена без официален документ.